# کارولین مک‌کال
کارولین مک‌کال (به انگلیسی: Carolyn McCall) (زاده ۱۳ سپتامبر ۱۹۶۱) کارآفرین، بازرگان و مدیر اجرایی بریتانیایی است، که در حال حاضر به‌عنوان مدیر عامل اجرایی شرکت آی‌تی‌وی فعالیت می‌کند.
او پیش از این مدیرعامل شرکت هواپیمایی ایزی‌جت بود.